# Бакман, Фриц-Хуго
Фриц-Хуго Бакман (фин. Fritz-Hugo Backman; 28 февраля 1907, Берлин, Германская империя — 8 апреля 1993, Хельсинки, Финляндия) — финский актёр театра и кино, театральный режиссёр
.

## Биография
Сын Миа Бакман, финской актрисы, театрального деятеля. Первые уроки театрального мастерства получил у матери, брал частные уроки.
В 1927—1936 годах — актёр Хельсинкского народного театра, в 1936—1937 годах — Выборгского городского театра. В 1941—1943 годах — Финского национального театра в Хельсинки.
Кроме того, работал директором театра в Пори (1943—1947), а также в городского театра Лахти (1947—1953 и 1959—1963) и городского театра Хямеэнлинна (1963—1965).
В 1965—1970 годах был актёром Финского национального театра.
За свою творческую карьеру снялся в 32 кино- и телефильмах, телесериалах.
В 1934—1947 годах был женат на актрисе Мартте Контуле, в 1943—1993 годах — актрисе Асте Бакман.

## Фильмография
- Rovastin häämatkat (1931)
- Meidän poikamme ilmassa — me maassa (1934)
- VMV 6 (1936)
- Herra Lahtinen lähtee lipettiin (1939)
- Varjoja Kannaksella (1943)
- Jees ja just (1943)
- Sellaisena kuin sinä minut halusit (1944)
- Opri (1954)
- Leena (1954)
- Lain mukaan (1956)
- Herra sotaministeri (1957)
- Täällä Pohjantähden alla (1968)
- Аксели и Элина (1970)
- Pohjantähti (1973)

## Награды
- Медаль «Pro Finlandia» (1962).
- Золотая медаль Финского актёрского общества.